# Ruth Evershed
Ruth Catherine Evershed es un personaje ficticio que aparece en la serie británica basada en espías Spooks. Ruth fue interpretada por la actriz Nicola Walker desde el año 2003 hasta el año 2006, cuando su personaje fue incriminado falsamente en un asesinato y se vio obligada a huir. Sin embargo en el 2009, a partir de la octava temporada Ruth volvió a la serie y continuó trabajando para la sección D del MI-5, hasta el final de la serie el 23 de octubre de 2011. La razón por la que el personaje de Nicola tuvo que dejar la serie en su momento se debió a que la actriz decidió formar una familia y prefirió retirarse de la serie por un tiempo. 

## MI5
Ruth es una académica, quien siempre ha deseado convertirse en una espía y esto pasa cuando es promovida del GCHQ y se une al MI5. Para ella es un sueño vuelto realidad y no puede creer que por fin lo haya logrado.

### Primera & segunda temporada
Ruth es una agente brillante, inteligente, entusiasta, dedicada y con una gran confianza y rapidez; las cuales le han vuelto un miembro invaluable para la sección; siempre está ahí para apoyar al equipo y ayudarlos a encontrar los hechos que necesitan para terminar con éxito las operaciones. En ocasiones sorprende al equipo al mostrarse muy emocionada cuando llegan nuevos casos, y sus análisis son muy importantes para la sección.
Ruth ha formado lazos y amistades muy fuertes con los agentes Tom Quinn, Zoe Reynolds, Danny Hunter pero en especial con Harry.
Ruth vive sola con su gato llamado Fidget y en el episodio "Surreal World" se menciona que Ruth estudió clásicos en Corpus Christi de Oxford, aunque también se menciona que escribió un ensayo en la universidad de Offa de Mercia.

### Cuarta temporada
Ruth forma fuertes lazos y amistad con la agente Jo Portman.
Durante el quinto episodio de la cuarta temporada sale en una operación junto al agente Zafar Younis, ambos tienen la tarea de mantener a salvo al periodista Clive McTaggart, sin embargo mientras se encuentran escondidos en una casa y esperando órdenes, son descubiertos; pero gracias a Jo Portman quien se percata de esto y rompe unos vidrios de un coche, ellos se dan cuenta y pueden salir con vida.

### Quinta temporada
Durante su estancia en el MI5, se enamora de Harry. Durante el inicio de la quinta temporada el romance entre Harry Pearce y Ruth sale a la luz y en el tercer episodio él la invita a cenar, pero la relación nunca llega a más. 
El quinto episodio fue su último episodio. Luego de haber sido testigo del suicidio de Mik Maudsley, un trabajador de la Prisión Cotterdam, que estaba bajo investigación por un incendio que se produjo ahí y que mató a siete sospechosos de terrorismo. Ruth fue acusada de su muerte, pero el equipo encuentro pruebas que probaron que la evidencia en su contra, había sido falsificada por Oliver Mace, con el fin de convencer a Harry para unirse a un grupo que apoyaba la tortura. 
A pesar de que Harry está dispuesto a ir a la cárcel para salvarla, Ruth decide fingir su muerte y así continuar ayudando al MI5; con la ayuda del equipo Ruth se va, pero antes se reúne con Harry para despedirse de él por última veza, durante la despedida Harry trata decirle lo que siente pero Ruth se lo impide, diciéndole que así podrán recordarlo como "algo maravilloso, que nunca se dijo", se besan y luego se observa como Ruth se sube al bote y parte.
- El quinto episodio fue su último episodio en esta temporada ya que al final se ve obligada a fingir su muerte con la ayuda de sus compañeros luego de ser acusada falsamente.

### Octava temporada
Ruth es forzada a salir de su escondite y regresa en el primer episodio, con la intención de ayudar a la Sección D a encontrar a Harry antes de que sea muy tarde.
Ruth vivía en Polis, Chipre con su esposo y su hijo Nico. Su esposo es asesinado luego de ser secuestrado junto con su hijo por elementos corruptos dentro de la CIA y el MI6; ya que Ruth no tiene la custodia legal del niño, este regresa a Chipre para vivir con su tía.
Harry le dice que puede volver a la Sección D si alguna vez necesita el trabajo, y en el siguiente episodio ella regresa al grupo esta vez a tiempo completo y retoma su antiguo puesto. Sin embargo, la relación con Harry se vuelve fría.
Al final del mismo episodio queda desolada al enterarse de que su amiga y colega Jo Portman fue asesinada durante una situación de rehenes.

### Décima Temporada
En el último episodio de la temporada Ruth murió luego de accidentalmente Sasha Gavrik la acuchillara, Ruth se interpuso para que Sasha no lastimara a Harry y poco después murió por sus heridas.

### Spooks: The Greater Good
En el 2015 se ve a Harry visitando la tumba de Ruth.